# When the Cat's Away (gruppo musicale)
Le When the Cat's Away sono state un gruppo musicale neozelandese, formatosi ad Auckland nel 1986 e composto da Annie Crummer, Margaret Urlich, Debbie Harwood, Kim Willoughby e Dianne Swann.

## Storia
Nel 1987 le When The Cat's Away hanno pubblicato il loro primo album eponimo, che ha raggiunto la 37ª posizione della classifica neozelandese e che è stato certificato disco d'oro. Le loro cover dei brani Melting Pot, Free Ride e Asian Paradise si sono piazzate rispettivamente in vetta, alla 12ª e alla 16ª posizione in Nuova Zelanda e la prima è stata certificata disco d'oro. Nel 2001 è uscito il disco dal vivo Live in Paradise, arrivato alla numero 7 nella classifica nazionale e certificato disco di platino, realizzato in collaborazione con Sharon O'Neill. Nel corso della loro carriera hanno vinto due premi ai New Zealand Music Awards su tre candidature.

## Discografia

### Album in studio
- 1987 – When the Cat's Away

### Album dal vivo
- 2001 – Live in Paradise (con Sharon O'Neill)

### Singoli
- 1987 – Leader of the Pack
- 1987 – Sanctified
- 1988 – Melting Pot
- 1990 – Free Ride
- 2001 – Asian Paradise